# Merlene Ottey
Merlene Ottey (Cold Spring, Jamaica, 10 de mayo de 1960) es una exatleta jamaicana, nacionalizada eslovena después de los JJ. OO. de Sídney 2000, especialista en pruebas de velocidad en las que ganó nueve medallas olímpicas y catorce en campeonatos del mundo.
En 1979 recibió una beca para estudiar y competir en la Universidad de Nebraska, en Estados Unidos. Ese año participó en su primera competición internacional, los Juegos Panamericanos de San Juan de Puerto Rico, donde ganó dos medallas.
En los Juegos Olímpicos de Moscú 1980 se convirtió en la primera mujer jamaicana en ganar una medalla olímpica al ser bronce en los 200 m.
Fue una de las grandes velocistas en los años 80 y 90. Se hizo conocida porque, aunque solía llegar como favorita a las grandes competiciones, casi siempre debía conformarse con ganar medallas de plata o bronce. Por eso llegó a ser conocida como "Miss Bronce". 
Por ejemplo, antes de los mundiales de Tokio 1991 llevaba imbatida en los 100 m desde septiembre de 1988 y en los 200 m desde mayo de 1989. Sin embargo, en Tokio fue derrotada en ambas pruebas por la alemana Katrin Krabbe. También en los Juegos Olímpicos de Barcelona 1992 era la favorita en ambas pruebas y al final solo pudo ser 5.ª en los 100 m y 3.ª en los 200 m.
Ha participado en siete ediciones de los Juegos Olímpicos, en los que ha ganado nueve medallas. De ellas, tres son de plata y seis de bronce pero ninguna de oro.
Su primera medalla de oro en un gran campeonato llegó en los Mundiales de Tokio 1991, cuando ganó el oro con el equipo jamaicano de relevos 4 × 100 m. A nivel individual, su primer oro fue en los 200 m de los Mundiales de Stuttgart 1993, triunfo que repetiría dos años después en los de Gotemburgo 1995.
Otra de las cosas que más destaca de Merlene Ottey es su extraordinaria longevidad deportiva. En los Juegos Olímpicos de Sídney 2000 ya había cumplido los 40 años: ganó una medalla de plata en relevos 4 × 100 m y fue 4.ª en la final de 100 m, pero tras la descalificación de Marion Jones le fue asignada la medalla de bronce.
Tras los Juegos de Sídney tuvo un enfrentamiento con la Federación de Atletismo de su país, lo que la llevó a cambiar de nacionalidad. Participó con Eslovenia en los Juegos Olímpicos de Atenas 2004 y en los Campeonatos de Europa de Gotemburgo 2006, donde con 46 años fue semifinalista en los 100 m.
Ha sido cuatro temporadas la líder mundial del año en los 100 m (1990, 1991 y 1992 y 1996) y tres veces en los 200 m (1990, 1991 y 1993).
Actualmente es la cuarta en el ranking mundial de todos los tiempos en 100 m con 10,74 y tercera en el de 200 m con 21,64.
Merlene Ottey batió su propio récord de participante de mayor edad en unos Campeonatos de Europa de Atletismo en los celebrados en Helsinki en 2012 al competir en la primera ronda de relevos del 4 × 100 m.

## Resultados
| Año  | Competición          | Lugar       | Puesto                                                             | Marca             |
| ---- | -------------------- | ----------- | ------------------------------------------------------------------ | ----------------- |
| 1980 | Juegos Olímpicos     | Moscú       | 3.ª en 200 m                                                       | 22,20             |
| 1983 | Campeonato del Mundo | Helsinki    | 4.ª en 100 m 2.ª en 200 m 3.ª en 4 × 100 m                         | 11,19 22,19 42,73 |
| 1984 | Juegos Olímpicos     | Los Ángeles | 3.ª en 100 m 3.ª en 200 m                                          | 11,16 22,09       |
| 1987 | Campeonato del Mundo | Roma        | 3.ª en 100 m 3.ª en 200 m                                          | 11,04 22,06       |
| 1988 | Juegos Olímpicos     | Seúl        | 3.ª en 100 m 4.ª en 200 m                                          | 11,04 21,99       |
| 1991 | Campeonato del Mundo | Tokio       | 3.ª en 100 m 3.ª en 200 m 1.ª en 4 × 100 m                         | 11,16 22,21 41,94 |
| 1992 | Juegos Olímpicos     | Barcelona   | 5.ª en 100 m 3.ª en 200 m                                          | 10,88 22,09       |
| 1993 | Campeonato del Mundo | Stuttgart   | 2.ª en 100 m 1.ª en 200 m 3.ª en 4 × 100 m                         | 10,82 21,98 41,94 |
| 1995 | Campeonato del Mundo | Gotemburgo  | 2.ª en 100 m 1.ª en 200 m 2.ª en 4 × 100 m                         | 10,94 22,12 42,25 |
| 1996 | Juegos Olímpicos     | Atlanta     | 2.ª en 100 m 2.ª en 200 m 3.ª en 4 × 100 m                         | 10,94 22,24 42,24 |
| 1997 | Campeonato del Mundo | Atenas      | 7.ª en 100 m 3.ª en 200 m                                          | 11,29 22,40       |
| 2000 | Juegos Olímpicos     | Sídney      | 3.ª en 100 m Tras descalificación de Marion Jones 2.ª en 4 × 100 m | 11,19 42,13       |

## Marcas personales
- 100 metros - 10,74 (Milán, 1996)
- 200 metros - 21,64 (Bruselas, 1991)
- 400 metros - 51,12 (Houston, 1983)